# Thomas Ian Griffith

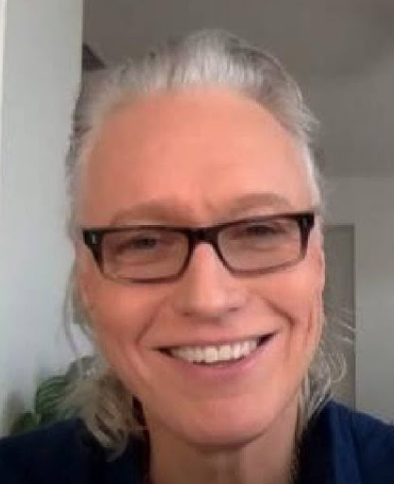
Thomas Ian Griffith

Thomas Ian Griffith (* 18. März 1962 in Hartford, Connecticut) ist ein US-amerikanischer Schauspieler, Filmproduzent und Drehbuchautor.

## Leben
Griffith ist der Sohn des College-Professors Thomas Joseph Griffith und der Tanzlehrerin Mary Ann Griffith, geborene O’Neil. Er wurde von Delia Rigal an der Metropolitan Opera als Opernsänger ausgebildet. Er studierte Englische Literatur und Musik am College of the Holy Cross in Worcester, Massachusetts. Während dieser Zeit wurde er in der Broadway-Show The Best Little Whorehouse in Texas gecastet. Er arbeitete weiterhin am Broadway und im regionalen Theater, bis er nach Los Angeles zog. Seit dem 16. November 1991 ist er mit der Schauspielerin Mary Page Keller verheiratet. Die beiden sind Eltern zweier Söhne.
Er debütierte 1984 als Schauspieler in der Fernsehserie Another World. Bis 1987 verkörperte er dort die Rolle des Catlin Ewing in insgesamt 52 Episoden. 1988 folgten zwei Episoden in der Fernsehserie In der Hitze der Nacht. Im selben Jahr folgte eine Nebenrolle im Spielfilm A Place to Hide. 1989 übernahm er die Rolle des Antagonisten Terry Silver in Karate Kid III – Die letzte Entscheidung. Er ist Träger des schwarzen Gürtels in der Kampfkunst Kempō Karate und betreibt seit seiner Kindheit Taekwondo. Diese Kenntnisse waren für die Verkörperung des Terry Silver vorteilhaft. Im selben Jahr folgten zwei Episoden in der Fernsehserie Kampf gegen die Mafia.
1990 mimte er die historische Darstellung von Rock Hudson im gleichnamigen Fernsehfilm, 1992 übernahm er die Hauptrolle des Jack Blaylock im Actionfilm Teuflische Intrigen, für dessen Produktion und Drehbuch er außerdem verantwortlich war. In den 1990er Jahren folgten weitere Filmproduktionen, wo er größere Nebenrollen oder Hauptrollen verkörpern durfte wie 1994 in Death Connection. 2001 übernahm er die titelgebende Hauptrolle des Chris Quatermain im Abenteuerfilm Quatermain – Der Schatz der Könige an der Seite von Anja Kling. Im Folgejahr übernahm er die Nebenrolle des Agenten Jim McGrath im Kinofilm xXx – Triple X, wo er im Vorspann während eines Rammstein-Konzerts, die Band spielt Feuer frei!, erschossen wird.
2004 verkörperte er die Rolle des Larry Sawyer in der Fernsehserie One Tree Hill. Nach gut zehn Jahren Pause vom Filmschauspiel und 32 Jahre nach Karate Kid III übernahm er ab 2021 in der Netflix-Serie Cobra Kai erneut die Rolle des Terry Silver.

## Filmografie

### Schauspiel
- 1984–1987: Another World (Fernsehserie, 52 Episoden)
- 1988: In der Hitze der Nacht (In the Heat of the Night, Fernsehserie, 2 Episoden)
- 1988: A Place to Hide
- 1989: Karate Kid III – Die letzte Entscheidung (The Karate Kid, Part III)
- 1989: Kampf gegen die Mafia (Wiseguy, Fernsehserie, 2 Episoden)
- 1990: Rock Hudson (Fernsehfilm)
- 1992: Teuflische Intrigen (Ulterior Motives)
- 1992: Kill Fee
- 1993: Excessive Force – Im Sumpf der Gewalt (Excessive Force)
- 1994: Cracker Jack
- 1994: Death Connection (Blood of the Innocent)
- 1996: Hollow Point
- 1997: Behind Enemy Lines
- 1997: Kull, der Eroberer (Kull the Conqueror)
- 1997: The Guardian (Fernsehfilm)
- 1998: John Carpenters Vampire
- 1999: Die unerwarteten Talente der Mrs. Pollifax (The Unexpected Mrs. Pollifax)
- 1999: Avalanche – Alptraum im Schnee (Avalanche)
- 1999: Secret of Giving (Fernsehfilm)
- 2000: A Vision of Murder (Fernsehfilm)
- 2000: Warhammer – Der finale Krieg (For the Cause/Final Encounter)
- 2001: Quatermain – Der Schatz der Könige (High Adventure)
- 2002: Beyond the Prairie, Part 2: The True Story of Laura Ingalls Wilder (Fernsehfilm)
- 2002: Black Point
- 2002: xXx – Triple X (xXx)
- 2003: Timecop 2 – Entscheidung in Berlin (Timecop: The Berlin Decision)
- 2004: One Tree Hill (Fernsehserie, 5 Episoden)
- 2005: The Sea Wolf
- 2005: The Closer (Fernsehserie, Episode 1x10)
- 2006: Cold Case – Kein Opfer ist je vergessen (Cold Case, Fernsehserie, Episode 4x11)
- 2007: Black Friday The Kidnapping (Fernsehfilm)
- 2021–2025: Cobra Kai (Fernsehserie, 27 Episoden)

### Produktion
- 1991: Kickboxer USA – Die Nacht des Fighters (Night of the Warrior)
- 1992: Teuflische Intrigen (Ulterior Motives)
- 1993: Excessive Force – Im Sumpf der Gewalt (Excessive Force)
- 2015–2017: Grimm (Fernsehserie, 34 Episoden)
- 2020: Dolly Parton’s Christmas on the Square

### Drehbuch
- 1988: A Place to Hide
- 1991: Kickboxer USA – Die Nacht des Fighters (Night of the Warrior)
- 1992: Teuflische Intrigen (Ulterior Motives)
- 1993: Excessive Force – Im Sumpf der Gewalt (Excessive Force)
- 2002: Black Point
- 2009: Mr. Troop Mom – Das verrückte Feriencamp (Mr. Troop Mom, Fernsehfilm)
- 2013–2017: Grimm (Fernsehserie, 15 Episoden)
- 2019: Dolly Partons Herzensgeschichten (Dolly Parton’s Heartstrings, Fernsehserie, Episode 1x06)